# Quận Langlade, Wisconsin
Quận Langlade một quận thuộc tiểu bang Wisconsin, Hoa Kỳ. Quận lỵ đóng ởAntigo.6  Theo điều tra dân số năm 2000 của Cục điều tra dân số Hoa Kỳ năm 2000, quận có dân số 20.740 người.

## Địa lý
Theo Cục điều tra dân số Hoa Kỳ, quận có diện tích 2300 km2, trong đó có 39 km2 là diện tích mặt nước.

### Xa lộ
| - U.S. Highway 45 - Highway 17 (Wisconsin) - Highway 47 (Wisconsin) - Highway 52 (Wisconsin) - Highway 55 (Wisconsin) - Highway 64 (Wisconsin) |

### Quận giáp ranh
- Quận Oneida - tây bắc
- Quận Forest - đông bắc
- Quận Oconto - đông
- Quận Menominee - đông nam
- Quận Shawano - nam
- Quận Marathon - tây nam
- Quận Lincoln - tây

## Thông tin nhân khẩu

Tháp tuổi dân cư quận Langlade theo điều tra năm 2000.

Theo điều tra dân số 2 năm 2000, đã có 20.740 người, 8.452 hộ gia đình, và 5.814 gia đình sống trong quận hạt. Mật độ dân số là 24 người trên một dặm vuông (9/km ²). Có 11.187 đơn vị nhà ở với mật độ trung bình 13 trên một dặm vuông (5/km ²). Cơ cấu chủng tộc của dân cư quận gồm 97,93% người da trắng, 0,15% da đen hay Mỹ gốc Phi, 0,54% người Mỹ bản xứ, 0,27% châu Á, Thái Bình Dương 0,02%, 0,20% từ các chủng tộc khác, và 0,87% từ hai hoặc nhiều chủng tộc. 0,82% dân số là người Hispanic hay Latino thuộc một chủng tộc nào. 49,4% là gốc Đức, Ba Lan 8,6%, gốc Ailen 6,2% và 5,8% gốc Mỹ theo điều tra dân số năm 2000.
Có 8.452 hộ, trong đó 29,40% có trẻ em dưới 18 tuổi sống chung với họ, 56,70% là đôi vợ chồng sống với nhau, 8,20% có một chủ hộ nữ và không có chồng, và 31,20% là các gia đình không. 26,70% hộ gia đình đã được tạo ra từ các cá nhân và 13,60% có người sống một mình 65 tuổi hoặc lớn tuổi hơn là người. Cỡ hộ trung bình là 2,42 và cỡ gia đình trung bình là 2,93.
Trong quận, độ tuổi dân cư dân số đã được trải ra với 24,40% dưới độ tuổi 18, 6,50% 18-24, 26,00% 25-44, 24,30% từ 45 đến 64, và 18,80% từ 65 tuổi trở lên đã được những người. Độ tuổi trung bình là 40 năm. Đối với mỗi 100 nữ có 98,50 nam giới. Đối với mỗi 100 nữ 18 tuổi trở lên, đã có 95,60 nam giới. 